# Gerd Müller
Gerhard "Gerd" Müller (født 3. november 1945 i Nördlingen, død 15. august 2021) var en tysk fodboldspiller. Müller spillede som angriber og opnåede et ry som en usædvanlig klinisk afslutter og anses som en af de største målscorere i fodboldens historie. Müller havde tilnavnet "Der Bomber", og blev i 1970 valgt som årets fodboldspiller i Europa. Som spiller for FC Bayern München (1964 til 1979) vandt Müller fire tyske mesterskaber, fire gange DFB-Pokalen, tre gange European Cup'en, én gang den europæiske pokalvinder turnering og én gang klub-VM. Med det tyske landshold blev han europamester i 1972 og verdensmester i 1974. I løbet af sin karriere var Müller topscorer i 18 forskellige konkurrencer (herunder syv gange i Bundesligaen, hvilket fortsat er rekord).
Som spiller på det vesttyske landshold i perioden 1966-74 scorede han 68 mål i 62 kampe og på klubplan med 15 år for Bayern München scorerede han 365 mål i 427 Bundesligakampe og 69 mål i 77 europæiske turneringer. Han er på top tre på listen over spiller med den højeste målscorerratio.
Ved VM i fodbold i 1970 scorede han 10 mål for Vesttyskland og modtog udmærkelsen "Den gyldne støvle" som turneringens topscorer. Ved EM i 1972 blev han atter topscorer, og scorede to mål i finalen. To år senere scorede han fire mål ved VM i 1974, herunder sejrsmålet i VM-finalen mod Holland. Müllers 14 mål ved VM-slutrunderne var en rekord, der holdt i 32 år.
Han spillede det meste af sin karriere i Bayern München. Karrieren blev afsluttet i den amerikanske klub Fort Lauderdale Strikers.
I december 2012 mistede Müller sin 40 år gamle rekord på 85 mål som mest scorende spiller på en enkelt sæson. Med samlet 91 mål for FC Barcelona og det argentinske landshold blev Lionel Messi ny indehaver af rekorden. Senere har også Robert Lewandowski scoret 91 mål på én sæson (2020/21), også for Bayern München.
Efter endt aktiv karriere fungerede han som træner for Bayern Münchens 2. hold. Han kom ud i alkoholmisbrug og blev sendt på afvænning. Efter afvænning vendte han tilbage som træner for 2. holdet, og fungerede i denne stilling frem til 2014.
Han døde den 15. august 2021.